# Льодовий палац спорту (Солігорськ)
«Льодовий палац спорту» (біл. «Лядовы палац спорту») — спортивно-видовищний комплекс у м. Солігорську, Білорусь, домашня арена хокейного клубу «Шахтар» (Солігорськ), який виступає в Білоруській Екстралізі. Впроваджений в експлуатацію 30 серпня 2008 року. Основне призначення — проведення матчів з хокею із шайбою, змагань з фігурного катання, шорт-треку та інших льодових видів спорту.

## Опис
Комплекс розміщений в самому центрі міста Солігорська, в районі вулиць Заслонова, Залізничній, Леніна і Ленінського Комсомолу.
Арена «Льодового палацу» являє собою універсальну спортивно-видовищну залу з хокейною коробкою за розміром 29х60 метрів і трибуною на 1759 місць. Для інвалідів-колясочників збудована окрема ложа, доступ до якої забезпечує вантажопасажирський ліфт. Передбачена можливість трансформування хокейної коробки в майданчик для ігрових видів спорту, спортивних єдиноборств, тенісу, важкої атлетики, гімнастики, боксу, а також в сцену для проведення концертів та інших видовищних заходів. В цьому випадку кладеться покриття, що захищає лід від танення і запобігає проникненню холоду назовні, на якому встанавлюється збірна сцена, а в партері з'являються 540 додаткових місць. Також в комплексі є універсальна спортивна зала розміром 42х24 метри з можливістю додавання збірних трибун на 250 місць, хореографічний і тренажерні зали, медико-відновний комплекс з саунами і кафе.

## Конструкція
Комплекс являє собою не єдиний блок, що збирає під своїм дахом всі функціональні складові, а кілька самостійних взаємопов'язаних об'єктів.

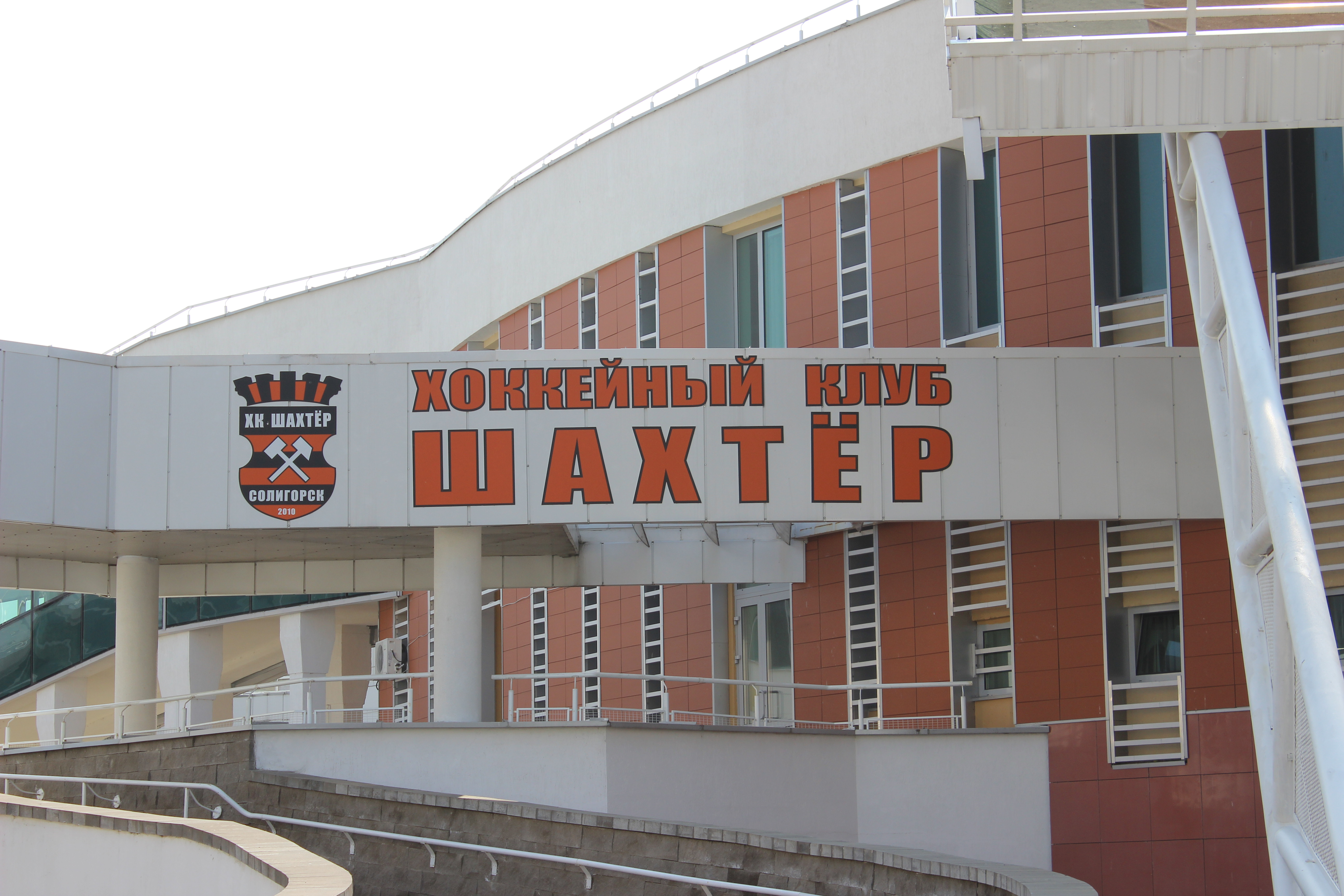
Напис на фасаді ХК «Шахтар» (Солігорськ)

Спортивно-видовищний комплекс має низку особливостей. Перша, це використання плоских покрівель як експлуатованих терас із супутнім благоустроєм (мощення, газони, малі архітектурні форми, освітлення). Причому доступ на експлуатовані покрівлі організований за допомогою пандусів. Таке рішення дозволило збільшити рекреаційні простори частини міста, що інтенсивно використовується, урізноманітнити і збагатити міське середовище з порівняно спокійним ландшафтом, сформувавши «штучний інтер'єр» та озеленити центр міста.
Друга, це «заглиблення» будівлі, тобто відмітка льодового поля щодо позначки землі знижена на пів-поверху. Це дозволило проектувальникам організувати сполучення між рівнями за допомогою пандусів, застосування яких в об'єктах з масовим перебуванням відвідувачів скорочує час завантаження та евакуації як мінімум в 2 рази в порівнянні з застосуванням сходів.
Третя особливість комплексу в деталях зовнішньої обробки. Вперше в Білорусі був застосований особливий вид вентильованого фасаду з натуральної кераміки — жалюзі з горизонтальних керамічних фасонних трубок, що додають масштабність, легкість.
Ще одна особливість — конструктивна схема будівель (збірний і монолітний каркас з прогресивними видами опалубки, а металоконструкції — каркас покриття ковзанки, універсального залу і козирка)
У зв'язку з тим, що будівля була нижче нульової позначки, необхідно було споруджувати систему водозбірних каналів. Крім цього, в спортивно-видовищному комплексі передбачені прогресивні заходи з енергозбереження — система вентильованих фасадів, утеплення всіх стін і фасадів, використання склопакетів, система терморегуляції в приміщенні.

## Технології
Льодове поле споруджувалося за особливою технологією. Спочатку було покладено на місце майбутньої ковзанки 36 тон арматури і 21 км труб, призначених для заморожування льоду, потім приступили до заливання бетонної основи. До наморожування 4см шару льоду в палаці приступили через три тижні після заливки підстави, коли бетон набрав силу. Для наморожування льоду використовується екологічно чистий холодоагент, а холодильне обладнання для льодового поля було вироблено в Росії за німецькою технологією спеціально для льодових арен.
На арені використовувалися найсучасніші борта виробництва російської компанії «СпортМакс», одного з лідерів цього сегменту в Європі (поставкою і монтажем займалася білоруське ТДВ «АльфаСпорт»). 
Борт по всьому периметру має подвійну конструкцію. Полки розташовуються безпосередньо перед гравцями усередині рами борта. Нижня частина борту посилена 10 мм ударостійким пластиком.
Враховуючи, що палац задуманий як об'єкт багатопрофільний і багатофункціональний, була втілена в життя ідея швидкої трансформації льодової арени в танцмайданчик, спортзал, виставковий комплекс і т.д. спеціально для цього передбачений легкий і швидкий демонтаж (повністю або частково) хокейних бортів і настил на лід спеціального термоізолюючого покриття. Така технологія не вимагає розморожування льоду а зберігає його без пошкоджень.